# Johann Arnold Mathy
Johann Peter Arnold Mathy (* 10. Februar 1755 in Brey; † 18. November 1825 in Mannheim) war ein pfälzischer Theologe und Professor für Mathematik am Lyzeum in Mannheim. Er war der Vater von Karl Mathy, dem späteren badischen Staatsminister und Mitglied der Frankfurter Nationalversammlung.

## Leben
Mathy wurde 1755 in Brey als Sohn des dortigen Müllers und späteren Schultheißen Peter Mathy geboren. Wahrscheinlich gelangte er über den Besuch des Koblenzer Jesuitenkollegs zur weiteren Ausbildung an das Heidelberger Kolleg. 1781 wurde er in rascher Folge zum Subdiakon, Diakon und Priester geweiht und fand zunächst eine Stelle als Hauslehrer bei dem Grafen von Helmstatt in Mannheim. Inzwischen gehörte Mathy dem Lazaristenorden an und wurde 1782 Lehrer am Heidelberger Seminarium Carolinum. Mit dem damaligen Direktor Joseph Anton Sambuga bekam er Schwierigkeiten, weshalb er bald darauf an das Heidelberger Gymnasium versetzt wurde, das ehemalige Jesuitenkolleg. Hier dürfte er auch mit dem Pädagogen Georg Franz Hofmann zusammengetroffen sein. 1786 wurde er zum 400-jährigen Jubiläum der Heidelberger Universität gemeinsam mit anderen Personen ehrenhalber zum Dr. theol. promoviert. Als man feststellte, dass Mathy in seinem Unterricht Philosophie nach Kant vortrug, wurde er aus der Schule und der Kongregation entlassen. Nun erhielt er in Mannheim eine Stelle als Prediger an der Pfarrkirche. Als sich 1790 die Beschwerden der Gläubigen über den Inhalt seiner Predigten häuften, entzog ihm der Superior der Lazaristen die Stelle. Mit dem Ausbruch der Französischen Revolution nahm Mathy an der „Oberdeutschen allgemeinen Litteraturzeitung“ eine umfangreiche Rezensententätigkeit auf, 1802 lehrte er als Professor für lateinische Sprache, Philosophie und Mathematik am Mannheimer Philanthropin. 1807 wurde Mathy einer der drei Hauptlehrer des neu eröffneten Mannheimer interkonfessionellen Lyceums, aus dem er 1817 pensioniert wurde.

## Familie
Am 20. Oktober 1805 trat der inzwischen 50-jährige Mathy gemeinsam mit seiner 24-jährigen katholischen Haushälterin Maria Anna Jörg aus Landstuhl zur Reformierten Kirche über. Schon in seiner zweiten, 1793 erschienenen Lazaristenschrift hatte er den Zölibat als „Zwang zur Verstümmelung des männlichen Naturtriebes“ heftig kritisiert. Aus seiner Ehe mit Anna Maria Jörg gingen acht Kinder hervor. Der älteste, 1807 geborene Sohn, war der spätere badische Staatsminister und Mitglied der Frankfurter Nationalversammlung Karl Mathy.

## Schriften
- Sechs Fasten-Predigten als ein Beitrag zur Beförderung des Praktischen Christenthums. Heidelberg 1791.
- Die französischen Pädagogen in Deutschland oder die Geschichte des Lazarismus in der Pfalz. Bethanien [i.e. Leipzig] 1793.
- Der Lazarismus in der Pfalz in ein und vierzig Fragen: nebst Bemerkungen und Erinnerungen / vom Verfasser der lazarischen Geschichte. Bethanien [i.e. Leipzig] 1793.